# Tenistas Número 1 do Mundo no ranking ATP de singulares
Esta lista contém os tenistas Número 1 do Mundo no Ranking ATP de singulares.
Jannik Sinner, representando a Itália, é o atual número 1 do Mundo, desde 10 de junho de 2024.
Desde 1973, um total de 29 tenistas alcançaram o topo do ranking mundial da ATP, dos quais 18 terminaram a temporada como Nº 1 e conquistaram o título de campeão anual do ATP Tour.  

## História
Desde que o ranking, foi originalmente publicado em 23 de Agosto de 1973, 29 tenistas se tornaram o número 1 do Mundo, dos quais 17 dele terminaram uma ou mais vezes a temporada no topo do ranking e foram declarados Campeões do ATP Tour.
O ranking consiste num método de hierarquização dos tenistas, com base no mérito desportivo das respectivas participações, no Circuito do ATP nas últimas 52 semanas (1 ano completo). É publicado semanalmente nas manhãs de cada Segunda-feira, salvo no caso de finais adiadas (para Segunda-feira ou dia posterior, ficando o ranking retido até à disputa da final), bem como dos Torneios do Grand Slam e dos Masters de Indian Wells e Miami (devido a serem Torneios com mais de uma semana de duração, o ranking só é publicado novamente no fim de cada Torneio).

## Troféus
O ATP tem dois troféus distintos para número 1 do Mundo. O primeiro troféu é entregue a cada tenista que alcance o número 1 do Mundo do Ranking ATP de simples pela primeira vez. No fim de cada temporada, é entregue outro troféu ao tenista que termina o ano no topo do ranking, chamado de troféu de Campeão do ATP Tour.

## Número 1 do Mundo no Ranking ATP
- Atualizado em 28 de Julho de 2025

| Nº | Tenista             | Início                  | Fim                     | Semanas | Semanas |
| Nº | Tenista             | Início                  | Fim                     | Série   | Total   |
| -- | ------------------- | ----------------------- | ----------------------- | ------- | ------- |
| 1  | Ilie Năstase        | 23 de agosto de 1973    | 2 de junho de 1974      | 40      | 40      |
| 2  | John Newcombe       | 3 de junho de 1974      | 28 de julho de 1974     | 8       | 8       |
| 3  | Jimmy Connors       | 29 de julho de 1974     | 22 de agosto de 1977    | 160     | 160     |
| 4  | Björn Borg          | 23 de agosto de 1977    | 29 de agosto de 1977    | 1       | 1       |
|    | Jimmy Connors (2)   | 30 de agosto de 1977    | 8 de abril de 1979      | 84      | 244     |
|    | Björn Borg (2)      | 9 de abril de 1979      | 20 de maio de 1979      | 6       | 7       |
|    | Jimmy Connors (3)   | 21 de maio de 1979      | 8 de julho de 1979      | 7       | 251     |
|    | Björn Borg (3)      | 9 de julho de 1979      | 2 de março de 1980      | 34      | 41      |
| 5  | John McEnroe        | 3 de março de 1980      | 23 de março de 1980     | 3       | 3       |
|    | Björn Borg (4)      | 24 de março de 1980     | 10 de agosto de 1980    | 20      | 61      |
|    | John McEnroe (2)    | 11 de agosto de 1980    | 17 de agosto de 1980    | 1       | 4       |
|    | Björn Borg (5)      | 18 de agosto de 1980    | 5 de julho de 1981      | 46      | 107     |
|    | John McEnroe (3)    | 6 de julho de 1981      | 19 de julho de 1981     | 2       | 6       |
|    | Björn Borg (6)      | 20 de julho de 1981     | 2 de agosto de 1981     | 2       | 109     |
|    | John McEnroe (4)    | 3 de agosto de 1981     | 12 de setembro de 1982  | 58      | 64      |
|    | Jimmy Connors (4)   | 13 de setembro de 1982  | 31 de outubro de 1982   | 7       | 258     |
|    | John McEnroe (5)    | 1 de novembro de 1982   | 7 de novembro de 1982   | 1       | 65      |
|    | Jimmy Connors (5)   | 8 de novembro de 1982   | 14 de novembro de 1982  | 1       | 259     |
|    | John McEnroe (6)    | 15 de novembro de 1982  | 30 de janeiro de 1983   | 11      | 76      |
|    | Jimmy Connors (6)   | 31 de janeiro de 1983   | 6 de fevereiro de 1983  | 1       | 260     |
|    | John McEnroe (7)    | 7 de fevereiro de 1983  | 13 de fevereiro de 1983 | 1       | 77      |
|    | Jimmy Connors (7)   | 14 de fevereiro de 1983 | 27 de fevereiro de 1983 | 2       | 262     |
| 6  | Ivan Lendl          | 28 de fevereiro de 1983 | 15 de maio de 1983      | 11      | 11      |
|    | Jimmy Connors (8)   | 16 de maio de 1983      | 5 de junho de 1983      | 3       | 265     |
|    | John McEnroe (8)    | 6 de junho de 1983      | 12 de junho de 1983     | 1       | 78      |
|    | Jimmy Connors (9)   | 13 de junho de 1983     | 3 de julho de 1983      | 3       | 268     |
|    | John McEnroe (9)    | 4 de julho de 1983      | 30 de outubro de 1983   | 17      | 95      |
|    | Ivan Lendl (2)      | 31 de outubro de 1983   | 11 de dezembro de 1983  | 6       | 17      |
|    | John McEnroe (10)   | 12 de dezembro de 1983  | 8 de janeiro de 1984    | 4       | 99      |
|    | Ivan Lendl (3)      | 9 de janeiro de 1984    | 11 de março de 1984     | 9       | 26      |
|    | John McEnroe (11)   | 12 de março de 1984     | 10 de junho de 1984     | 13      | 112     |
|    | Ivan Lendl (4)      | 11 de junho de 1984     | 17 de junho de 1984     | 1       | 27      |
|    | John McEnroe (12)   | 18 de junho de 1984     | 8 de julho de 1984      | 3       | 115     |
|    | Ivan Lendl (5)      | 9 de julho de 1984      | 12 de agosto de 1984    | 5       | 32      |
|    | John McEnroe (13)   | 13 de agosto de 1984    | 18 de agosto de 1985    | 53      | 168     |
|    | Ivan Lendl (6)      | 19 de agosto de 1985    | 25 de agosto de 1985    | 1       | 33      |
|    | John McEnroe (14)   | 26 de agosto de 1985    | 8 de setembro de 1985   | 2       | 170     |
|    | Ivan Lendl (7)      | 9 de setembro de 1985   | 11 de setembro de 1988  | 157     | 190     |
| 7  | Mats Wilander       | 12 de setembro de 1988  | 29 de janeiro de 1989   | 20      | 20      |
|    | Ivan Lendl (8)      | 30 de janeiro de 1989   | 12 de agosto de 1990    | 80      | 270     |
| 8  | Stefan Edberg       | 13 de agosto de 1990    | 27 de janeiro de 1991   | 24      | 24      |
| 9  | Boris Becker        | 28 de janeiro de 1991   | 17 de fevereiro de 1991 | 3       | 3       |
|    | Stefan Edberg (2)   | 18 de fevereiro de 1991 | 7 de julho de 1991      | 20      | 44      |
|    | Boris Becker (2)    | 8 de julho de 1991      | 8 de setembro de 1991   | 9       | 12      |
|    | Stefan Edberg (3)   | 9 de setembro de 1991   | 9 de fevereiro de 1992  | 22      | 66      |
| 10 | Jim Courier         | 10 de fevereiro de 1992 | 22 de março de 1992     | 6       | 6       |
|    | Stefan Edberg (4)   | 23 de março de 1992     | 12 de abril de 1992     | 3       | 69      |
|    | Jim Courier (2)     | 13 de abril de 1992     | 13 de setembro de 1992  | 22      | 28      |
|    | Stefan Edberg (5)   | 14 de setembro de 1992  | 4 de outubro de 1992    | 3       | 72      |
|    | Jim Courier (3)     | 5 de outubro de 1992    | 11 de abril de 1993     | 27      | 55      |
| 11 | Pete Sampras        | 12 de abril de 1993     | 22 de agosto de 1993    | 19      | 19      |
|    | Jim Courier (4)     | 23 de agosto de 1993    | 12 de setembro de 1993  | 3       | 58      |
|    | Pete Sampras (2)    | 13 de setembro de 1993  | 9 de abril de 1995      | 82      | 101     |
| 12 | Andre Agassi        | 10 de abril de 1995     | 5 de novembro de 1995   | 30      | 30      |
|    | Pete Sampras (3)    | 6 de novembro de 1995   | 28 de janeiro de 1996   | 12      | 113     |
|    | Andre Agassi (2)    | 29 de janeiro de 1996   | 11 de fevereiro de 1996 | 2       | 32      |
| 13 | Thomas Muster       | 12 de fevereiro de 1996 | 18 de fevereiro de 1996 | 1       | 1       |
|    | Pete Sampras (4)    | 19 de fevereiro de 1996 | 10 de março de 1996     | 3       | 116     |
|    | Thomas Muster (2)   | 11 de março de 1996     | 14 de abril de 1996     | 5       | 6       |
|    | Pete Sampras (5)    | 15 de abril de 1996     | 29 de março de 1998     | 102     | 218     |
| 14 | Marcelo Ríos        | 30 de março de 1998     | 26 de abril de 1998     | 4       | 4       |
|    | Pete Sampras (6)    | 27 de abril de 1998     | 9 de agosto de 1998     | 15      | 233     |
|    | Marcelo Ríos (2)    | 10 de agosto de 1998    | 23 de agosto de 1998    | 2       | 6       |
|    | Pete Sampras (7)    | 24 de agosto de 1998    | 14 de março de 1999     | 29      | 262     |
| 15 | Carlos Moyà         | 15 de março de 1999     | 28 de março de 1999     | 2       | 2       |
|    | Pete Sampras (8)    | 29 de março de 1999     | 2 de maio de 1999       | 5       | 267     |
| 16 | Yevgeny Kafelnikov  | 3 de maio de 1999       | 13 de junho de 1999     | 6       | 6       |
|    | Pete Sampras (9)    | 14 de junho de 1999     | 4 de julho de 1999      | 3       | 270     |
|    | Andre Agassi (3)    | 5 de julho de 1999      | 25 de julho de 1999     | 3       | 35      |
| 17 | Patrick Rafter      | 26 de julho de 1999     | 1 de agosto de 1999     | 1       | 1       |
|    | Pete Sampras (10)   | 2 de agosto de 1999     | 12 de setembro de 1999  | 6       | 276     |
|    | Andre Agassi (4)    | 13 de setembro de 1999  | 10 de setembro de 2000  | 52      | 87      |
|    | Pete Sampras (11)   | 11 de setembro de 2000  | 19 de novembro de 2000  | 10      | 286     |
| 18 | Marat Safin         | 20 de novembro de 2000  | 3 de dezembro de 2000   | 2       | 2       |
| 19 | Gustavo Kuerten     | 4 de dezembro de 2000   | 28 de janeiro de 2001   | 8       | 8       |
|    | Marat Safin (2)     | 29 de janeiro de 2001   | 25 de fevereiro de 2001 | 4       | 6       |
|    | Gustavo Kuerten (2) | 26 de fevereiro de 2001 | 1 de abril de 2001      | 5       | 13      |
|    | Marat Safin (3)     | 2 de abril de 2001      | 22 de abril de 2001     | 3       | 9       |
|    | Gustavo Kuerten (3) | 23 de abril de 2001     | 18 de novembro de 2001  | 30      | 43      |
| 20 | Lleyton Hewitt      | 19 de novembro de 2001  | 27 de abril de 2003     | 75      | 75      |
|    | Andre Agassi (5)    | 28 de abril de 2003     | 11 de maio de 2003      | 2       | 89      |
|    | Lleyton Hewitt (2)  | 12 de maio de 2003      | 15 de junho de 2003     | 5       | 80      |
|    | Andre Agassi (6)    | 16 de junho de 2003     | 7 de setembro de 2003   | 12      | 101     |
| 21 | Juan Carlos Ferrero | 8 de setembro de 2003   | 2 de novembro de 2003   | 8       | 8       |
| 22 | Andy Roddick        | 3 de novembro de 2003   | 1 de fevereiro de 2004  | 13      | 13      |
| 23 | Roger Federer       | 2 de fevereiro de 2004  | 17 de agosto de 2008    | 237     | 237     |
| 24 | Rafael Nadal        | 18 de agosto de 2008    | 5 de julho de 2009      | 46      | 46      |
|    | Roger Federer (2)   | 6 de julho de 2009      | 6 de junho de 2010      | 48      | 285     |
|    | Rafael Nadal (2)    | 7 de junho de 2010      | 3 de julho de 2011      | 56      | 102     |
| 25 | Novak Djokovic      | 4 de julho de 2011      | 8 de julho de 2012      | 53      | 53      |
|    | Roger Federer (3)   | 9 de julho de 2012      | 4 de novembro de 2012   | 17      | 302     |
|    | Novak Djokovic (2)  | 5 de novembro de 2012   | 6 de outubro de 2013    | 48      | 101     |
|    | Rafael Nadal (3)    | 7 de outubro de 2013    | 6 de julho de 2014      | 39      | 141     |
|    | Novak Djokovic (3)  | 7 de julho de 2014      | 6 de novembro de 2016   | 122     | 223     |
| 26 | Andy Murray         | 7 de novembro de 2016   | 20 de agosto de 2017    | 41      | 41      |
|    | Rafael Nadal (4)    | 21 de agosto de 2017    | 18 de fevereiro de 2018 | 26      | 167     |
|    | Roger Federer (4)   | 19 de fevereiro de 2018 | 1 de abril de 2018      | 6       | 308     |
|    | Rafael Nadal (5)    | 2 de abril de 2018      | 13 de maio de 2018      | 6       | 173     |
|    | Roger Federer (5)   | 14 de maio de 2018      | 20 de maio de 2018      | 1       | 309     |
|    | Rafael Nadal (6)    | 21 de maio de 2018      | 17 de junho de 2018     | 4       | 177     |
|    | Roger Federer (6)   | 18 de junho de 2018     | 24 de junho de 2018     | 1       | 310     |
|    | Rafael Nadal (7)    | 25 de junho de 2018     | 4 de novembro de 2018   | 19      | 196     |
|    | Novak Djokovic (4)  | 5 de novembro de 2018   | 3 de novembro de 2019   | 52      | 275     |
|    | Rafael Nadal (8)    | 4 de novembro de 2019   | 2 de fevereiro de 2020  | 13      | 209     |
|    | Novak Djokovic (5)  | 3 de fevereiro de 2020  | 22 de março de 2020     | 7       | 282     |
| –  | Ranking Suspenso    | 23 de março de 2020     | 23 de agosto de 2020    | 22      | –       |
|    | Novak Djokovic (5)  | 24 de agosto de 2020    | 26 de fevereiro de 2022 | 71      | 361     |
| 27 | Daniil Medvedev     | 27 de fevereiro de 2022 | 20 de março de 2022     | 3       | 3       |
|    | Novak Djokovic (6)  | 21 de março de 2022     | 12 de junho de 2022     | 12      | 373     |
|    | Daniil Medvedev (2) | 13 de junho de 2022     | 11 de setembro de 2022  | 13      | 16      |
| 28 | Carlos Alcaraz      | 12 de setembro de 2022  | 29 de janeiro de 2023   | 20      | 20      |
|    | Novak Djokovic (7)  | 30 de janeiro de 2023   | 19 de março de 2023     | 7       | 380     |
|    | Carlos Alcaraz (2)  | 20 de março de 2023     | 2 de abril de 2023      | 2       | 22      |
|    | Novak Djokovic (8)  | 3 de abril de 2023      | 21 de maio de 2023      | 7       | 387     |
|    | Carlos Alcaraz (3)  | 22 de maio de 2023      | 11 de junho de 2023     | 3       | 25      |
|    | Novak Djokovic (9)  | 12 de junho de 2023     | 25 de junho de 2023     | 2       | 389     |
|    | Carlos Alcaraz (4)  | 26 de junho de 2023     | 10 de setembro de 2023  | 11      | 36      |
|    | Novak Djokovic (10) | 11 de setembro de 2023  | 9 de junho de 2024      | 39      | 428     |
| 29 | Jannik Sinner       | 10 de junho de 2024     | Presente                | 59      | 59      |

## Tenistas Número 1 do Mundo
| Nº  | Tenista             | Estreia como Número 1   | Campeão do ATP Tour | Total de Semanas |
| --- | ------------------- | ----------------------- | ------------------- | ---------------- |
| 1º  | Novak Djokovic      | 4 de Julho de 2011      | 8                   | 428              |
| 2º  | Roger Federer       | 2 de Fevereiro de 2004  | 6                   | 310              |
| 3º  | Pete Sampras        | 12 de Abril de 1993     | 6                   | 286              |
| 4º  | Jimmy Connors       | 29 de Julho de 1974     | 5                   | 268              |
| 5º  | Rafael Nadal        | 18 de Agosto de 2008    | 5                   | 209              |
| 6º  | Ivan Lendl          | 28 de Fevereiro de 1983 | 4                   | 270              |
| 7º  | John McEnroe        | 3 de Março de 1980      | 4                   | 170              |
| 8º  | Björn Borg          | 23 de Agosto de 1977    | 2                   | 109              |
| 9º  | Lleyton Hewitt      | 19 de Novembro de 2001  | 2                   | 80               |
| 10º | Stefan Edberg       | 13 de Agosto de 1990    | 2                   | 72               |
| 11º | Andre Agassi        | 10 de Abril de 1995     | 1                   | 101              |
| 12º | Jannik Sinner       | 10 de Junho de 2024     | 1                   | 59               |
| 13º | Jim Courier         | 10 de Fevereiro de 1992 | 1                   | 58               |
| 14º | Gustavo Kuerten     | 4 de Dezembro de 2000   | 1                   | 43               |
| 15º | Andy Murray         | 7 de Novembro de 2016   | 1                   | 41               |
| 16º | Ilie Nastase        | 23 de Agosto de 1973    | 1                   | 40               |
| 17º | Carlos Alcaraz      | 12 de Setembro de 2022  | 1                   | 36               |
| 18º | Mats Wilander       | 12 de Setembro de 1988  | 1                   | 20               |
| 19º | Daniil Medvedev     | 28 de Fevereiro de 2022 | –                   | 16               |
| 20º | Andy Roddick        | 3 de Novembro de 2003   | 1                   | 13               |
| 21º | Boris Becker        | 28 de Janeiro de 1991   | –                   | 12               |
| 22º | Marat Safin         | 20 de Novembro de 2000  | –                   | 9                |
| 23º | John Newcombe       | 3 de Junho de 1974      | –                   | 8                |
| –   | Juan Carlos Ferrero | 8 de Setembro de 2003   | –                   | 8                |
| 25º | Thomas Muster       | 12 de Fevereiro de 1996 | –                   | 6                |
| –   | Marcelo Ríos        | 30 de Março de 1998     | –                   | 6                |
| –   | Yevgeny Kafelnikov  | 3 de Maio de 1999       | –                   | 6                |
| 28º | Carlos Moyá         | 15 de Março de 1999     | –                   | 2                |
| 29º | Patrick Rafter      | 26 de Julho de 1999     | –                   | 1                |

Nota: O atual número 1 do Mundo é apresentado em negrito.

## Campeões do ATP Tour
Os tenistas que terminam a temporada, na posição de número 1 do Mundo no simples masculinos, são declarados Campeões do ATP Tour e recebem o troféu de número 1 do Mundo do ATP.

### Campeões por temporada
| 1973 | Ilie Năstase         |
| 1974 | Jimmy Connors (1)    |
| 1975 | Jimmy Connors (2) ‡  |
| 1976 | Jimmy Connors (3) ‡  |
| 1977 | Jimmy Connors (4)    |
| 1978 | Jimmy Connors (5) ‡  |
| 1979 | Björn Borg (1)       |
| 1980 | Björn Borg (2)       |
| 1981 | John McEnroe (1)     |
| 1982 | John McEnroe (2)     |
| 1983 | John McEnroe (3)     |
| 1984 | John McEnroe (4)     |
| 1985 | Ivan Lendl (1)       |
| 1986 | Ivan Lendl (2) ‡     |
| 1987 | Ivan Lendl (3) ‡     |
| 1988 | Mats Wilander        |
| 1989 | Ivan Lendl (4)       |
| 1990 | Stefan Edberg (1)    |
| 1991 | Stefan Edberg (2)    |
| 1992 | Jim Courier          |
| 1993 | Pete Sampras (1)     |
| 1994 | Pete Sampras (2) ‡   |
| 1995 | Pete Sampras (3)     |
| 1996 | Pete Sampras (4)     |
| 1997 | Pete Sampras (5) ‡   |
| 1998 | Pete Sampras (6)     |
| 1999 | Andre Agassi         |
| 2000 | Gustavo Kuerten      |
| 2001 | Lleyton Hewitt (1)   |
| 2002 | Lleyton Hewitt (2) ‡ |
| 2003 | Andy Roddick         |
| 2004 | Roger Federer (1)    |
| 2005 | Roger Federer (2) ‡  |
| 2006 | Roger Federer (3) ‡  |
| 2007 | Roger Federer (4) ‡  |
| 2008 | Rafael Nadal (1)     |
| 2009 | Roger Federer (5)    |
| 2010 | Rafael Nadal (2)     |
| 2011 | Novak Djokovic (1)   |
| 2012 | Novak Djokovic (2)   |
| 2013 | Rafael Nadal (3)     |
| 2014 | Novak Djokovic (3)   |
| 2015 | Novak Djokovic (4) ‡ |
| 2016 | Andy Murray          |
| 2017 | Rafael Nadal (4)     |
| 2018 | Novak Djokovic (5)   |
| 2019 | Rafael Nadal (5)     |
| 2020 | Novak Djokovic (6)   |
| 2021 | Novak Djokovic (7) ‡ |
| 2022 | Carlos Alcaraz       |
| 2023 | Novak Djokovic (8)   |
| 2024 | Jannik Sinner        |

Nota: ‡ indica que o tenista foi Nº 1 durante todas as semanas da temporada.

### Maiores campeões do ATP Tour
| Nº  | Tenista         | Campeão do ATP Tour | Temporadas                                     |
| --- | --------------- | ------------------- | ---------------------------------------------- |
| 1º  | Novak Djokovic  | 8                   | 2011, 2012, 2014, 2015, 2018, 2020, 2021, 2023 |
| 2º  | Pete Sampras    | 6                   | 1993, 1994, 1995, 1996, 1997, 1998             |
| 3º  | Jimmy Connors   | 5                   | 1974, 1975, 1976, 1977, 1978                   |
| -   | Roger Federer   | 5                   | 2004, 2005, 2006, 2007, 2009                   |
| -   | Rafael Nadal    | 5                   | 2008, 2010, 2013, 2017, 2019                   |
| 6º  | John McEnroe    | 4                   | 1981, 1982, 1983, 1984                         |
| -   | Ivan Lendl      | 4                   | 1985, 1986, 1987, 1989                         |
| 8º  | Björn Borg      | 2                   | 1979, 1980                                     |
| -   | Stefan Edberg   | 2                   | 1990, 1991                                     |
| -   | Lleyton Hewitt  | 2                   | 2001, 2002                                     |
| 11º | Ilie Năstase    | 1                   | 1973                                           |
| -   | Mats Wilander   | 1                   | 1988                                           |
| -   | Jim Courier     | 1                   | 1992                                           |
| -   | Andre Agassi    | 1                   | 1999                                           |
| -   | Gustavo Kuerten | 1                   | 2000                                           |
| -   | Andy Roddick    | 1                   | 2003                                           |
| -   | Andy Murray     | 1                   | 2016                                           |
| -   | Carlos Alcaraz  | 1                   | 2022                                           |
| -   | Jannik Sinner   | 1                   | 2024                                           |

## Semanas como Número 1

### Total
| Nº  | Tenista             | Semanas |
| --- | ------------------- | ------- |
| 1º  | Novak Djokovic      | 428     |
| 2º  | Roger Federer       | 310     |
| 3º  | Pete Sampras        | 286     |
| 4º  | Ivan Lendl          | 270     |
| 5º  | Jimmy Connors       | 268     |
| 6º  | Rafael Nadal        | 209     |
| 7º  | John McEnroe        | 170     |
| 8º  | Björn Borg          | 109     |
| 9º  | Andre Agassi        | 101     |
| 10º | Lleyton Hewitt      | 80      |
| 11º | Stefan Edberg       | 72      |
| 12º | Jannik Sinner       | 59      |
| 13º | Jim Courier         | 58      |
| 14º | Gustavo Kuerten     | 43      |
| 15º | Andy Murray         | 41      |
| 16º | Ilie Năstase        | 40      |
| 17º | Carlos Alcaraz      | 36      |
| 18º | Mats Wilander       | 20      |
| 19º | Daniil Medvedev     | 16      |
| 20º | Andy Roddick        | 13      |
| 21º | Boris Becker        | 12      |
| 22º | Marat Safin         | 9       |
| 23º | John Newcombe       | 8       |
| -   | Juan Carlos Ferrero | 8       |
| 25º | Thomas Muster       | 6       |
| -   | Marcelo Ríos        | 6       |
| -   | Yevgeny Kafelnikov  | 6       |
| 28º | Carlos Moyà         | 2       |
| 29º | Patrick Rafter      | 1       |

Nota: O atual número 1 do Mundo é apresentado em negrito.

### Maiores sequências consecutivas
| Nº  | Tenista            | Semanas |
| --- | ------------------ | ------- |
| 1º  | Roger Federer      | 237     |
| 2º  | Jimmy Connors      | 160     |
| 3º  | Ivan Lendl         | 157     |
| 4º  | Novak Djokovic     | 122     |
| 5º  | Pete Sampras       | 102     |
| 6º  | Jimmy Connors (2)  | 84      |
| 7º  | Pete Sampras (2)   | 82      |
| 8º  | Ivan Lendl (2)     | 80      |
| 9º  | Lleyton Hewitt     | 75      |
| 10º | Novak Djokovic (2) | 71      |

## Por País
| Nº  | País           | Títulos Campeão ATP | Nº 1 Semanas | Tenistas                                                                           |
| --- | -------------- | ------------------- | ------------ | ---------------------------------------------------------------------------------- |
| 1º  | Estados Unidos | 18                  | 896          | Jimmy Connors, John McEnroe, Jim Courier, Pete Sampras, Andre Agassi, Andy Roddick |
| 2º  | Sérvia         | 7                   | 428          | Novak Djokovic                                                                     |
| 3º  | Suíça          | 5                   | 310          | Roger Federer                                                                      |
| 4º  | Suécia         | 5                   | 201          | Björn Borg, Mats Wilander, Stefan Edberg                                           |
| 5º  | Checoslováquia | 4                   | 270          | Ivan Lendl                                                                         |
| 6º  | Espanha        | 4                   | 220          | Carlos Moyá, Juan Carlos Ferrero, Rafael Nadal, Carlos Alcaraz                     |
| 7º  | Austrália      | 2                   | 89           | John Newcombe, Patrick Rafter, Lleyton Hewitt                                      |
| 8º  | Itália         | 1                   | 59           | Jannik Sinner                                                                      |
| 9º  | Brasil         | 1                   | 43           | Gustavo Kuerten                                                                    |
| 10º | Grã-Bretanha   | 1                   | 41           | Andy Murray                                                                        |
| 11º | Roménia        | 1                   | 40           | Ilie Năstase                                                                       |
| 12º | Rússia         | -                   | 15           | Yevgeny Kafelnikov, Marat Safin                                                    |
| 13º | Alemanha       | -                   | 12           | Boris Becker                                                                       |
| 14º | Áustria        | -                   | 6            | Thomas Muster                                                                      |
| -   | Chile          | -                   | 6            | Marcelo Ríos                                                                       |

## Número 1 sem ganhar Títulos do Grand Slam
| Tenista      | Número 1                | Torneios do Grand Slam | Torneios do Grand Slam |
| Tenista      | Número 1                | 1ª Final               | 1º Título              |
| ------------ | ----------------------- | ---------------------- | ---------------------- |
| Ivan Lendl   | 28 de Fevereiro de 1983 | Roland Garros 1981     | Roland Garros 1984     |
| Marcelo Ríos | 30 de Março de 1998     | Australian Open 1998   | –                      |

## Galeria

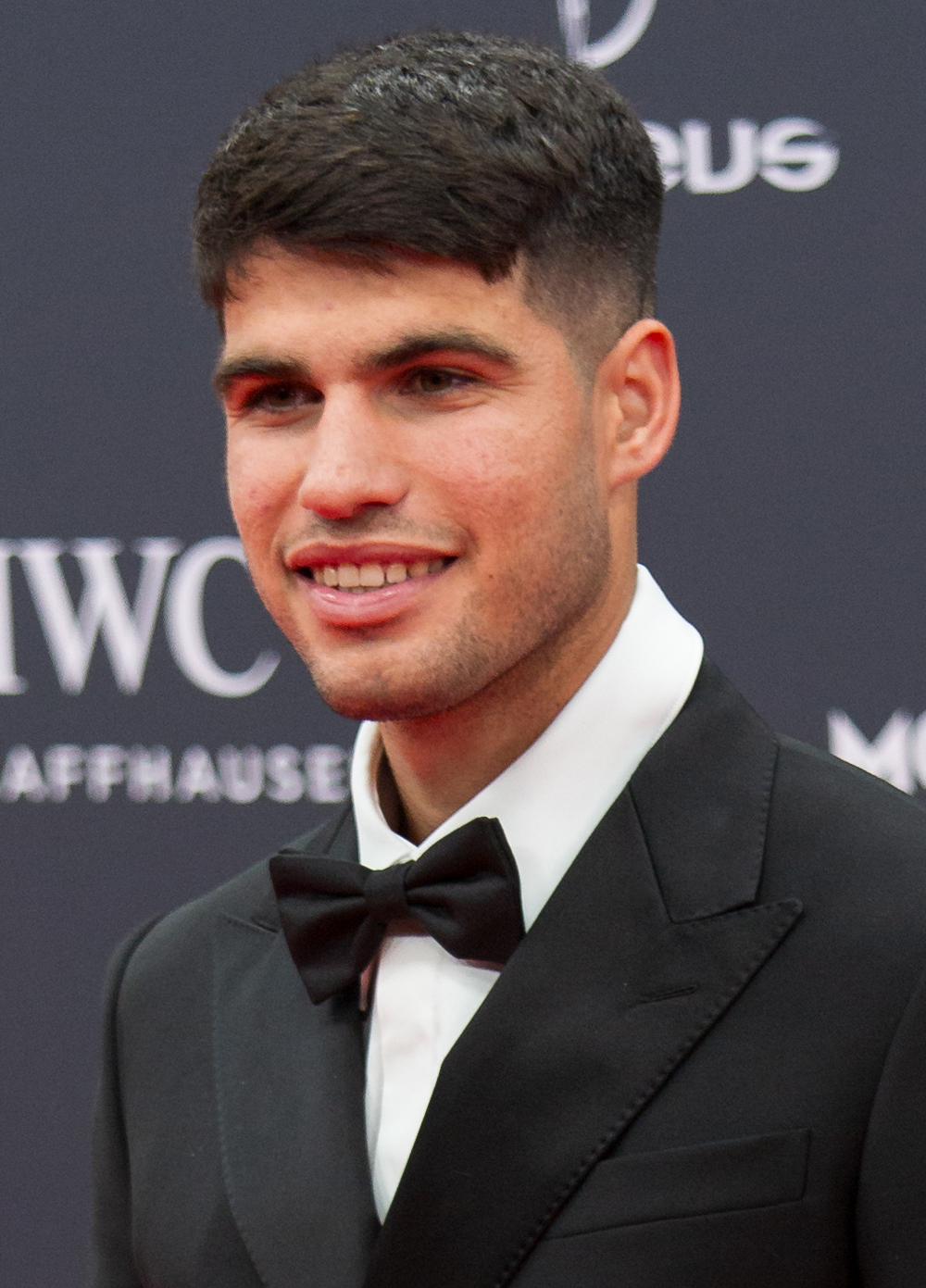
O espanhol Carlos Alcaraz, é o mais jovem nº 1 do mundo da história, com 19 anos, 4 meses e 6 dias.
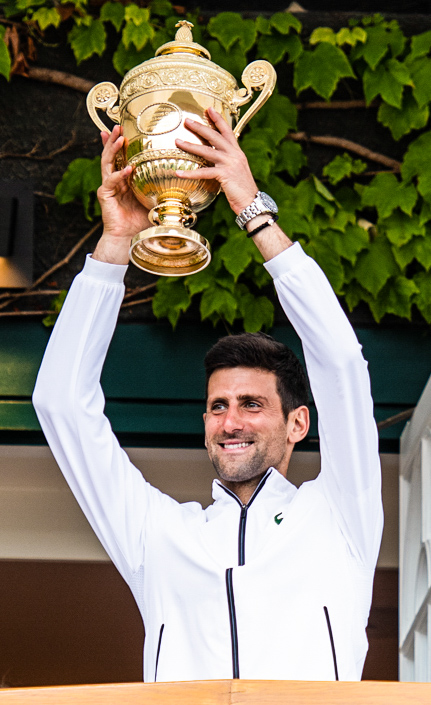
O sérvio Novak Djokovic, é o mais velho nº 1 do mundo da história, com 37 anos e 18 dias.
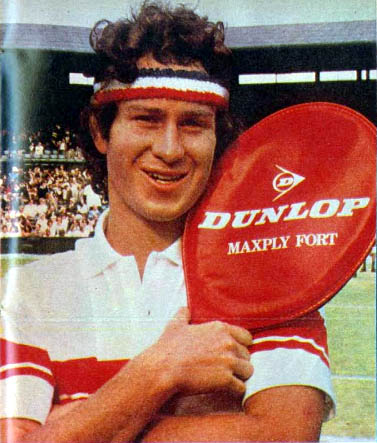
O americano John McEnroe chegou ao topo do ranking, em 14 oportunidades diferentes.
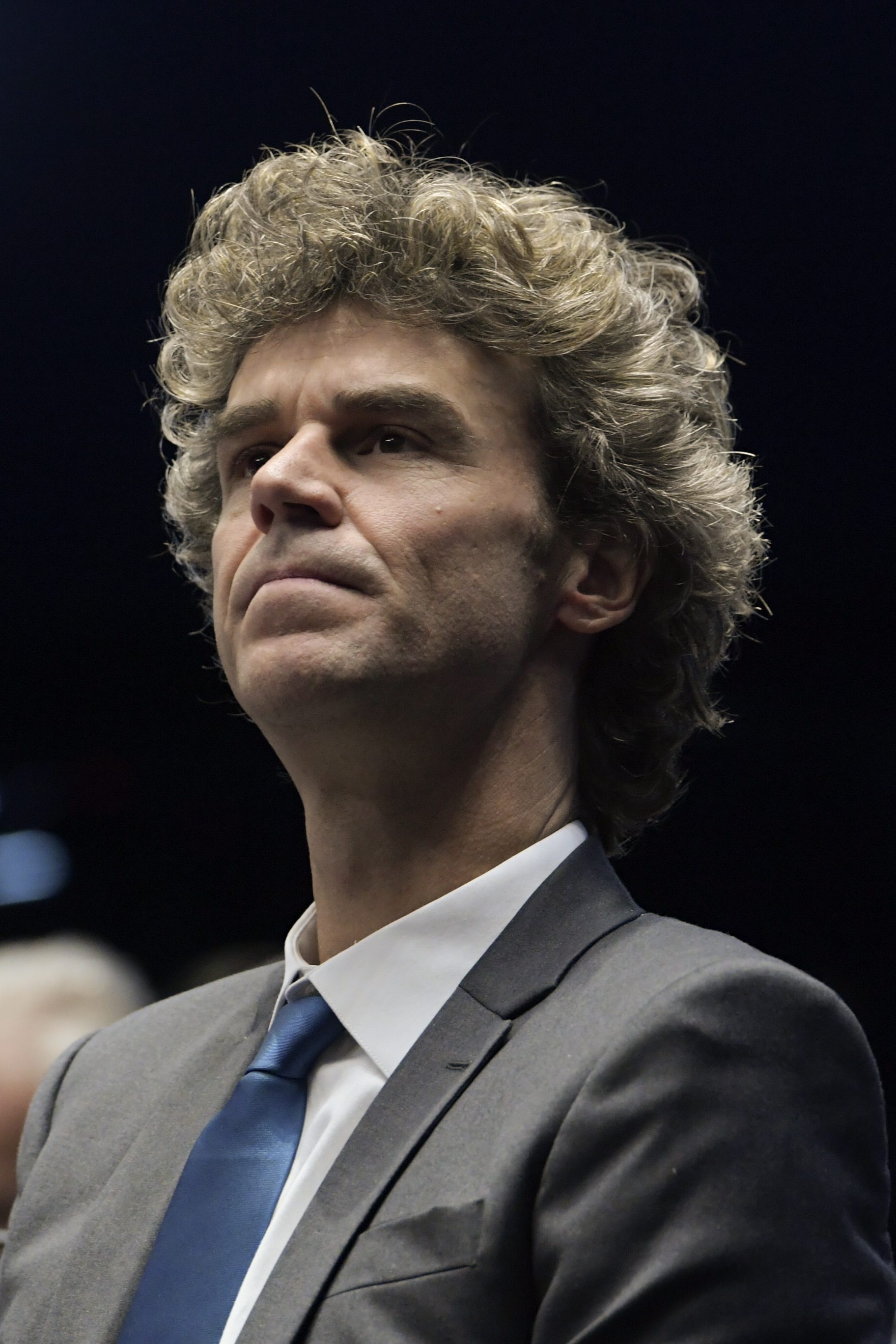
O brasileiro Gustavo Kuerten é o único sul-americano, a terminar a temporada no topo do ranking.

## References
Sources
- «ATP World Tour - Singles Rankings (searchable database)». atpworldtour.com. Association of Tennis Professionals. Consultado em 10 de julho de 2012
- «ATP World Tour - Doubles Rankings (searchable database)». atpworldtour.com. Association of Tennis Professionals. Consultado em 5 de dezembro de 2010

Notes
1. ↑  CCTV (8 de Outubro de 2011). «Novak Djokovic recebe o troféu de Número 1 do Mundo do Ranking ATP (inglês)»
2. ↑  ATP (15 de Novembro de 2015). «Djokovic recebe o troféu de Campeão do ATP World Tour (inglês)»

## Ligações Externas
- ATP World Tour website